# Płaskowyż Jukagirski

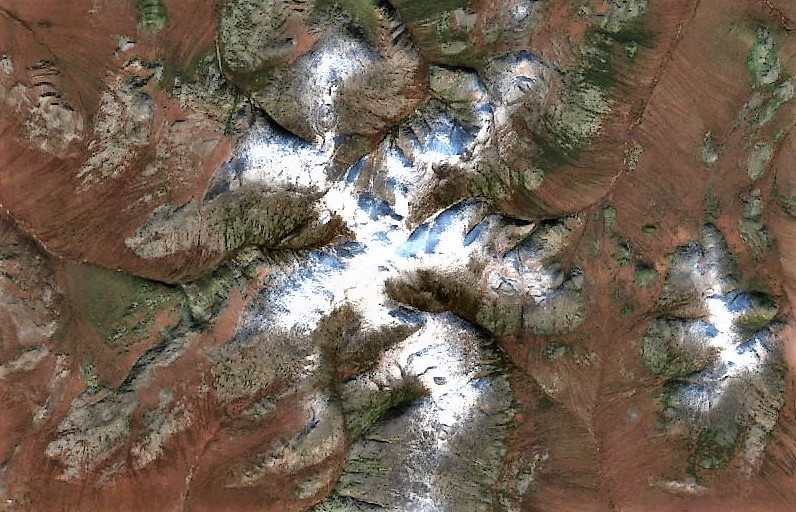
Zdjęcie satelitarne góry Chubukulakh, Płaskowyż Jukagirski.

Płaskowyż Jukagirski (ros. Юкагирское плоскогорье) – płaskowyż w azjatyckiej części Rosji, w Jakucji i obwodzie magadańskim.
Leży pomiędzy rzekami Kołymą i Omołonem, na północny zachód od Gór Kołymskich. Średnia wysokość 300–700 m n.p.m.; maksymalna 1128 m n.p.m. Zbudowany z mezozoicznych skał wulkanicznych i skał metamorficznych różnego wieku. Powierzchnia falista z płaskimi masywami.
Klimat subpolarny; w niższych partiach tajga modrzewiowa, w wyższych kosa limba i tundra górska.